# Znak Sevastopolu
Znak Sevastopolu je po anexi Krymu znakem jednoho z federálních měst Ruské federace. Ukrajina město, nacházející se na poloostrově Krym, považuje za své město se zvláštním statusem.
Sevastopol však není hlavním městem ani Republiky Krym, jedné z (mezinárodně neuznaných) autonomních republik Ruské federace ani Autonomní republiky Krym, kterou si nárokuje Ukrajina (tím je v obou případech Simferopol). Krym užívá vlastní znak.
Znak města je tvořen modrobíle kosmo děleným štítem francouzského typu s poměrem šířky k výšce 8:9. V modrém poli stříbrná silueta pomníku potopeným lodím, v bílém poli medaile Zlatá hvězda, udělená městu 8. května 1965. V levé dolní části štítu přes obě pole zlatá vavřínová ratolest.
Znak symbolicky spojuje dvě historické epochy – bitvu o Sevastopol (1854–1855) a druhou světovou válku. Vavřínová ratolest symbolizuje slávu a odvahu.

## Historie
Projekt na znak Sevastopolu vznikl roku 1868. Na základě tohoto návrhu byl v roce 1893 navrhnut a schválen znak, který se drobně lišil – barva gryfa byla změněna na stříbrnou a místo třívěžové koruny byla umístěna starobylá královská koruna.
Tento znak Sevastopolu byl přijat 21. července 1893 zákonem ПСЗ РИ č. 9892. Tvořil jej  červený štít se stříbrným gryfem s červenýma očima a jazykem a se znakem Tavrické gubernie ve volné části. Na štítu je dřívější carská koruna a na ní stojí imperátorský orel. Za štítem zkřížené zlaté kotvy a po stranách na žerdích dva červené, georgijovskou  stuhou spojené prapory s monogramy Mikuláše I. a Alexandra II.

Znak Sevastopolu (1893–1969, 07–10/1994)

12. února 1969 schválila Sevastopolská městská rada dělnických zástupců rozhodnutí „O zřízení znaku města Sevastopol“.

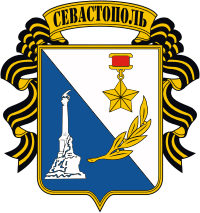
Znak Sevastopolu (1969–1994)

12. července 1994 byl na několik měsíců (do října) obnoven historický znak Sevastopolu se stříbrným gryfem v červeném štítu.
Později, bylo stanoveno „Rozhodnutím městské rady Sevastopolu č. 518“ ze dne 21. dubna 2000, že znak města Sevastopolu podle vzoru z roku 1893, bude považován a užíván jako neoficiální historický symbol a historická památka města.
26. října 1994; byl znak z roku 1969 potvrzen (rozhodnutím Městské rady Sevastopolu č. 60).
Vyhláškou starosty/gubernátora Sevastopolu č. 77-UG ze dne 01. 11. 2018 „O současném znaku a vlajce města Sevastopol“ bylo užití znaku (a vlajky) povoleno až do přijetí příslušného zákona, kterým byl 21. dubna 2000 současný znak znovu schválen rozhodnutím městské rady Sevastopolu č. 518.
Autory znaku jsou umělci Naděžda Konstantinovna Krylová a Sergej Šachunov (Úřad technické estetiky Sevastopolského námořního závodu).
Znak je zobrazen i na vlajce města.

## Znaky rajónů Sevastopolu

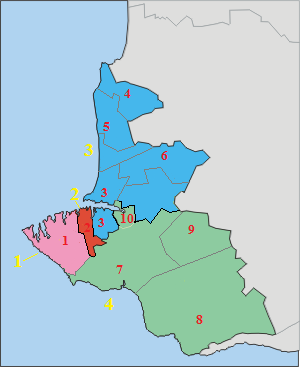
Členění Sevastopolu (čísla rajónů žlutě)

Sevastopol se člení na 4 rajóny. Některé se dále dělí na čtvrti. Gagarinský rajón zřejmě neužívá vlastní znak.

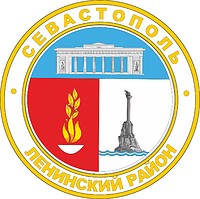
Leninský rajón (2)
Nachimovský rajón (3)
Balaklavský rajón (4)